# Lewis L. Morgan
Lewis Lovering Morgan, född 2 mars 1876 i Mandeville i Louisiana, död 10 juni 1950 i New Orleans i Louisiana, var en amerikansk politiker (demokrat). Han var ledamot av USA:s representanthus 1912–1917.
Kongressledamot Robert Charles Wickliffe avled 1912 i ämbetet och efterträddes av Morgan. Han efterträddes i sin tur år 1917 av Jared Y. Sanders.
Morgan är begravd på Covington Cemetery i Covington i Louisiana.